# ONTV
ONTV (Poznańska Telewizja ONTV) – całodobowy kanał muzyczny, poświęcony muzyce elektronicznej. Telewizja emituje projekty z pogranicza muzyki i miksowanych na żywo wizualizacji, czyli artystycznej prezentacji muzyki elektronicznej (tzw. VJ-ing). W ramówce kanału transmitowane są relacje na żywo z klubów muzycznych, programy dokumentalne poświęcone twórcom muzyki elektronicznej czy programy informacyjne.

## Historia stacji
Kanał został uruchomiony 1 kwietnia 2007 przez agencję reklamową «Higher» jako lokalny kanał dla społeczności poznańskiej. Nadawała w godz. 8:00–22:00. Emitowała programy informacyjne, publicystyczne, autorskie magazyny lifestylowe, jak również reality show o tematyce kulinarnej. Stacja na początku obecności na rynku była dostępna dla 20 tys. gospodarstw domowych w południowych dzielnicach Poznania, korzystających z sieci kablowej «Tesat». W kolejnych latach była udostępniana u kolejnych operatorów kablowych i w internecie. W grudniu 2012 roku stacja rozpoczęła nadawanie w HDTV.
Od 1 września 2013 roku profil stacji został całkowicie zmieniony na muzyczny. Zmieniono również logo i identyfikację kanału. Stacja zamieszcza informacje o wydarzeniach klubowych odbywających się w Poznaniu. Od 22 grudnia 2014 roku do 31 grudnia 2019 kanał był dostępny w ofercie sieci kablowej «Toya».
W latach 2011–2013 nadawany był także planszowy kanał ONTV Plus, emitujący wyprzedażowe oferty zakupów grupowych.